# Eric Nystrom
Eric Nystrom (né le 14 février 1983 à Syosset, État de New York aux États-Unis) est un joueur professionnel américain de hockey sur glace,.

## Carrière de joueur
Il a été repêché au 1er tour, 10e au total par les Flames de Calgary au repêchage d'entrée de 2002. Il évolue dans la Ligue nationale de hockey avec les Flames de Calgary au poste de ailier gauche.
Le 1er juillet 2010,  il signe un contrat en tant qu'agent libre avec le Wild du Minnesota. La saison suivante, le Wild envoie Nystrom au ballotage. Aucune équipe ne le réclame et il est assigné aux Aeros de Houston et joue un match avec l'équipe. Il est finalement échangé aux Stars de Dallas en retour de considérations futures.
Il signe un nouveau contrat de quatre ans, 10 M $ avec les Predators de Nashville, le 5 juillet 2013. Le 24 janvier, 2014, il marque son premier tour du chapeau et inscrit un quatrième but aussi pour rentrer dans l'histoire des Predators en devenant le premier joueur à avoir marqué quatre buts lors d'un même match.
Le 29 juin 2016, les Predators rachètent son contrat.
Durant l'été 2016, il fait essai non-concluant avec les Blues de Saint-Louis. Le 20 janvier 2017, il signe avec les Stavanger Oilers de la GET ligaen, l'élite norvégienne, avec lesquels il a évolué durant le lock-out de la saison 2012-2013.

## Carrière internationale
Il représente les États-Unis au niveau international.

## Biographie
Il est le fils du joueur de hockey de la LNH, Bob Nystrom.

## Statistiques

### En club
| Saison     | Équipe                     | Ligue      |     | Saison régulière | Saison régulière | Saison régulière | Saison régulière | Saison régulière |   | Séries éliminatoires | Séries éliminatoires | Séries éliminatoires | Séries éliminatoires | Séries éliminatoires |
| Saison     | Équipe                     | Ligue      | PJ  | B                | A                | Pts              | Pun              | PJ               | B | A                    | Pts                  | Pun                  |                      |                      |
| 1999-2000  | États-Unis                 | NAHL       | 55  | 7                | 16               | 23               | 57               | -                | - | -                    | -                    | -                    |                      |                      |
| 2000-2001  | États-Unis                 | USHL       | 23  | 5                | 5                | 10               | 50               | -                | - | -                    | -                    | -                    |                      |                      |
| 2001-2002  | Wolverines du Michigan     | NCAA       | 39  | 18               | 12               | 30               | 36               | -                | - | -                    | -                    | -                    |                      |                      |
| 2002-2003  | Wolverines du Michigan     | NCAA       | 39  | 15               | 11               | 26               | 24               | -                | - | -                    | -                    | -                    |                      |                      |
| 2003-2004  | Wolverines du Michigan     | NCAA       | 43  | 10               | 12               | 22               | 50               | -                | - | -                    | -                    | -                    |                      |                      |
| 2004-2005  | Wolverines du Michigan     | NCAA       | 38  | 13               | 19               | 32               | 33               | -                | - | -                    | -                    | -                    |                      |                      |
| 2005-2006  | Ak-Sar-Ben Knights d'Omaha | LAH        | 78  | 15               | 18               | 33               | 37               | -                | - | -                    | -                    | -                    |                      |                      |
| 2005-2006  | Flames de Calgary          | LNH        | 2   | 0                | 0                | 0                | 0                | -                | - | -                    | -                    | -                    |                      |                      |
| 2006-2007  | Ak-Sar-Ben Knights d'Omaha | LAH        | 12  | 2                | 0                | 2                | 0                | 5                | 0 | 0                    | 0                    | 2                    |                      |                      |
| 2007-2008  | Flames de Quad City        | LAH        | 18  | 4                | 3                | 7                | 15               | -                | - | -                    | -                    | -                    |                      |                      |
| 2007-2008  | Flames de Calgary          | LNH        | 44  | 3                | 7                | 10               | 48               | 7                | 0 | 0                    | 0                    | 2                    |                      |                      |
| 2008-2009  | Flames de Calgary          | LNH        | 76  | 5                | 5                | 10               | 89               | 6                | 2 | 2                    | 4                    | 0                    |                      |                      |
| 2009-2010  | Flames de Calgary          | LNH        | 82  | 11               | 8                | 19               | 54               | -                | - | -                    | -                    | -                    |                      |                      |
| 2010-2011  | Wild du Minnesota          | LNH        | 82  | 4                | 8                | 12               | 30               | -                | - | -                    | -                    | -                    |                      |                      |
| 2011-2012  | Aeros de Houston           | LAH        | 1   | 0                | 0                | 0                | 0                | -                | - | -                    | -                    | -                    |                      |                      |
| 2011-2012  | Stars de Dallas            | LNH        | 74  | 16               | 5                | 21               | 24               | -                | - | -                    | -                    | -                    |                      |                      |
| 2012-2013  | Stavanger Oilers           | GET ligaen | 6   | 4                | 10               | 14               | 6                | -                | - | -                    | -                    | -                    |                      |                      |
| 2012-2013  | Stars de Dallas            | LNH        | 48  | 7                | 4                | 11               | 61               | -                | - | -                    | -                    | -                    |                      |                      |
| 2013-2014  | Predators de Nashville     | LNH        | 79  | 15               | 6                | 21               | 60               | -                | - | -                    | -                    | -                    |                      |                      |
| 2014-2015  | Predators de Nashville     | LNH        | 60  | 7                | 5                | 12               | 15               | -                | - | -                    | -                    | -                    |                      |                      |
| 2015-2016  | Predators de Nashville     | LNH        | 46  | 7                | 0                | 7                | 20               | 1                | 0 | 0                    | 0                    | 2                    |                      |                      |
| 2015-2016  | Admirals de Milwaukee      | LAH        | 2   | 1                | 0                | 1                | 0                | -                | - | -                    | -                    | -                    |                      |                      |
| 2016-2017  | Stavanger Oilers           | GET ligaen | 8   | 1                | 3                | 4                | 8                | 14               | 4 | 8                    | 12                   | 55                   |                      |                      |
| Totaux LNH | Totaux LNH                 | Totaux LNH | 593 | 75               | 48               | 123              | 401              | 14               | 2 | 2                    | 4                    | 4                    |                      |                      |

### En équipe nationale
| Année | Compétition                  |   | PJ | B | A | Pts | Pun       |  | Résultat |
| 2001  | Championnat du monde -18 ans | 6 | 3  | 3 | 6 | 6   | 6e place  |  |          |
| 2002  | Championnat du monde junior  | 7 | 0  | 0 | 0 | 0   | 5e place  |  |          |
| 2003  | Championnat du monde junior  | 7 | 1  | 2 | 3 | 2   | 4e place  |  |          |
| 2010  | Championnat du monde         | 6 | 0  | 0 | 0 | 4   | 13e place |  |          |

## Trophée et distinctions

### GET Ligaen
- Il remporte le championnat avec les Stavanger Oilers en 2016-2017.